# Kálmán Mikszáth

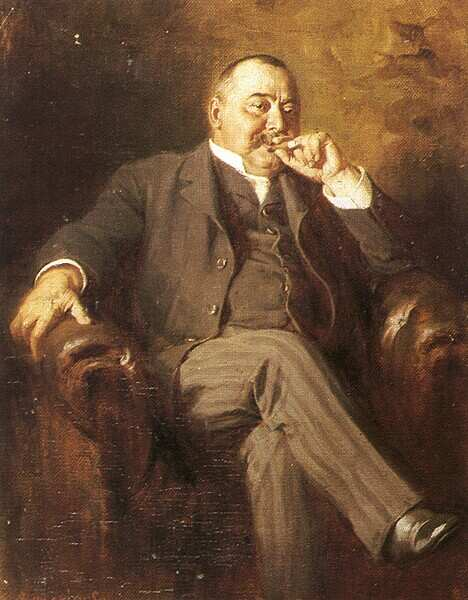
Kálmán Mikszáth

Kálmán Mikszáth (tyska: Koloman), född 16 januari 1847 i Szklabonya, komitatet Nógrád, död 28 maj 1910 i Budapest, var en ungersk författare. 
Mikszáth slog efter många års tidningsskriveri igenom med sin samling humoristiska skisser Tót atyafiak (1881; Våra landsmän slovakerna), i vilka han liksom i hela sin senare produktion med gott humör, varm medkänsla och folklig stil skildrar de idylliska förhållandena i sin hemtrakts, norra Ungerns, dalar. Hans många skiss- och novellsamlingar (A jó palóczok 1882, De goda palóczerna; Urak és parasztok 1886, Herrar och bönder; etc.) och romaner (bland annat Szent Péter esernyője, S:t Peters paraply) gjorde honom till en av sin tids allra populäraste författare i Ungern.